# Национальная католическая партия
Национальная католическая партия (исп. Partido Católico Nacional), так же известна как Партия интегралистов — интегралистская, реакционерская, консервативная политическая партия Испании, существовавшая с 1888 по 1932 годы. Создана и возглавляемая Рамоном Наседалем с 1881 года до его смерти в 1907 году, до роспуска партии возглавлялась Хуаном Оласабалем.

## Идеология
Идеология НКП основывалась на радикальном католицизме и жестком противостоянии либерализму, прогрессу и реформаторству. Они выступали за абсолютное господство католической веры, отрицали свободу совести и религии, стремились к восстановлению традиционного католического порядка и осуждали все формы модернизации. Партия вдохновлялась папскими энцикликами Пия IX и доктринами, подобными "Либерализм — грех" Сарды-и-Сальвани. В их программе также присутствовали элементы регионализма, сокращение госуправления и защита корпоративистских принципов.

## История
Во второй половине XIX века в Испании разгорелся конфликт между сторонниками монархии и либерализма, так называемый спор "Тезиса и Гипотезы". Тезис призывал к полному принятию католической доктрины, осуждая либерализм в духе программы Пия IX, в то время как гипотеза поддерживала сосуществование церкви с умеренным либерализмом. Традиционалисты утверждали, что гипотеза применима в некатолических странах, но не в Испании, где католический тезис имел прочную основу.
После поражения в Третьей карлистской войне карлисты попытались реорганизоваться. На встрече редакторов трёх карлистских газет (La Fe, El Fénix и El Siglo Futuro) разгорелся спор о целесообразности парламентской системы. В итоге дон Карлос назначил своим представителем Кандидо Носедаля, что вызвало недовольство редакторов La Fe, которые отказывались признавать его авторитет.
В 1880-х годах конфликт углубился, особенно из-за разногласий вокруг Алехандро Пидаля, поддерживаемого частью епископов. Газета El Siglo Futuro выступала резко против него, считая невозможным католическую политику в рамках либерального режима. Дон Карлос поддержал эту позицию и отвернулся La Fe в 1881 году.
После смерти Кандидо Носедаля в 1885 году его сын Рамон продолжил линию отца. Конфликт с La Fe продолжался, а её последователей называли умеренными и поссибилистами. Карл VII, пытаясь снизить влияние газеты, поддержал появление более умеренной газеты El Pensamiento Español.
В 1886 году чада, представляя дона Карлоса, предостерёг от нападок на епископов, поддерживавших Консервативную партию. Это письмо вызвало критику сторонников El Siglo Futuro и стало поводом для усиления фундаменталистского крыла карлистов. Конфликт обострился, когда Святой Престол поддержал книгу "Либерализм — грех" Сарды-и-Сальвани, отвергнув книгу "Процесс фундаментализма".
Зимой 1887–1888 годов обострился конфликт между газетамиː радикальной El Siglo Futuro и умеренной La Fe. Радикалы, требовавшие восстановления католического единства, отвергали идею терпимости к другим культам, поддержанную Карлом VII, что вызвало раскол внутри традиционалистов. В январе 1888 года Карл VII попытался примирить стороны, назначив Луиса Мария де Ллаудера посредником, но это лишь усугубило напряжение.
Апрель 1888 года стал поворотным моментом: после публикации La Fe сочинения Эмилии Пардо Басан, в котором предлагалась умеренная позиция, радикалы обвинили лидера Карлистов в отступлении от своих принципов. Карл VII трижды призывал Рамона Носедаля к подчинению, но тот отказался. Это привело к закрытию газеты El Siglo Futuro и ещё девяти изданий из традиционалистского сообщества.
31 июля 1888 года исключённые газеты в своём заявлении подчеркнули приоритет католического единства и потребовали, чтобы король соблюдал традиционные законы и привилегии, иначе он теряет легитимность. Конфликт окончательно расколол карлистское движение и интегралисты создали собственную партию.

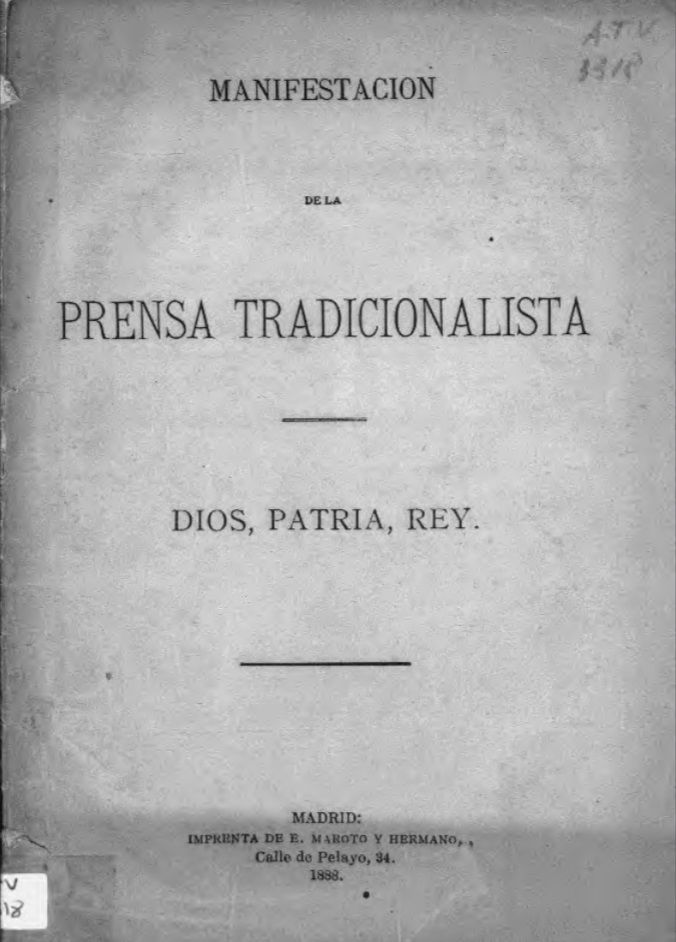
Манифестация традиционалистской прессы (1888 г.), основополагающий документ Партии целостности, известный в историографии как «Манифест Берджеса».

Так появилась Национальная Католическая партия, во главе с  Рамоном Носедалем и поддерживалась философом Хуаном Мануэлем Орти-и-Лара. Она выступала за строгие католические позиции, против парламентаризма, либерализма и сотрудничества с умеренными консерваторами. Партия основывалась на Манифесте Берджеса, отвергая стремление к министерским постам и провозглашая себя принципиальным борцом за традиционные ценности.
После раскола с карлистами Носедаль столкнулся с критикой, что усиливало напряжение между фундаменталистами и карлистами. Тем не менее, обе стороны находили общий язык по большинству политических вопросов. На выборах 1891 года Носедаль занял умеренную позицию, обещая подчинение установленной власти.
Партия имела поддержку в некоторых регионах, таких как Аспеития, где её представители регулярно избирались в Конгресс. После смерти Носедаля в 1907 году лидерство перешло к Хуану Оласабалю. К тому времени партия разделилась на три направления: сторонников сближения с правящей династией, антидинастическое крыло и сторонников католической республики.
В 1930 году, после отставки Примо де Риверы, фундаменталисты активизировались, что сыграло важную роль в развитии традиционализма во Второй республике. Воссоединение с карлистами произошло благодаря усилиям Оласабаля. Многие бывшие фундаменталисты позже заняли важные позиции в карлистском движении, а их газета El Siglo Futuro вновь стала его неофициальным рупором.